# Diamantinasaurus matildae
Il diamantinasauro (Diamantinasaurus matildae) è un dinosauro erbivoro appartenente ai sauropodi. Visse alla fine del Cretaceo inferiore (Albiano, circa 102 milioni di anni fa) e i suoi resti fossili sono stati ritrovati in Australia. 

## Descrizione

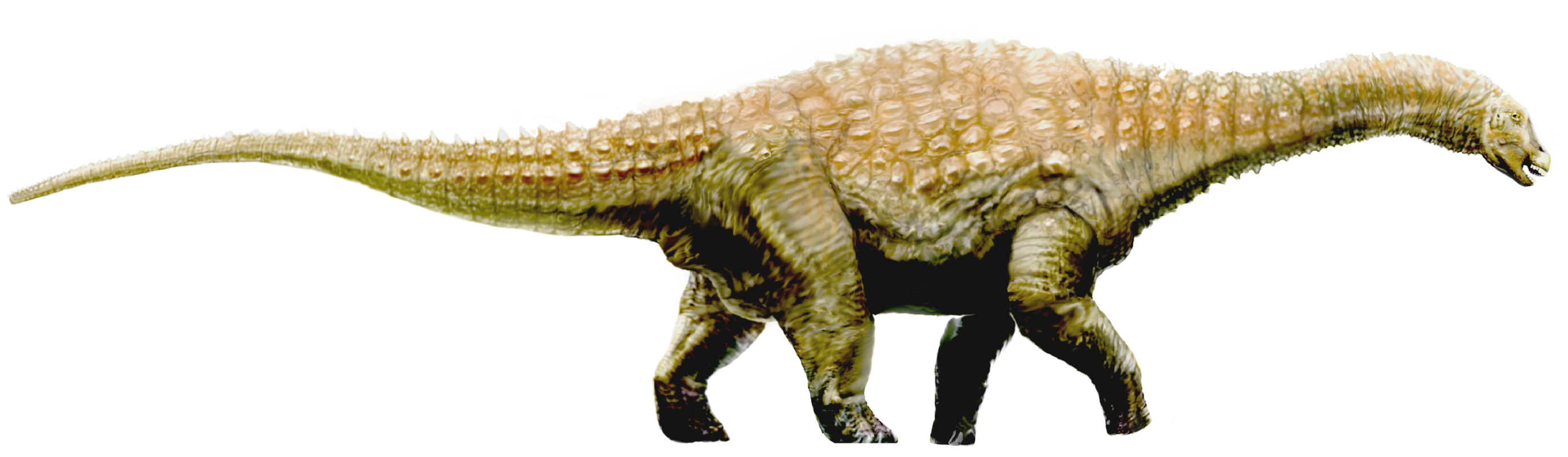
Ricostruzione ipotizzata

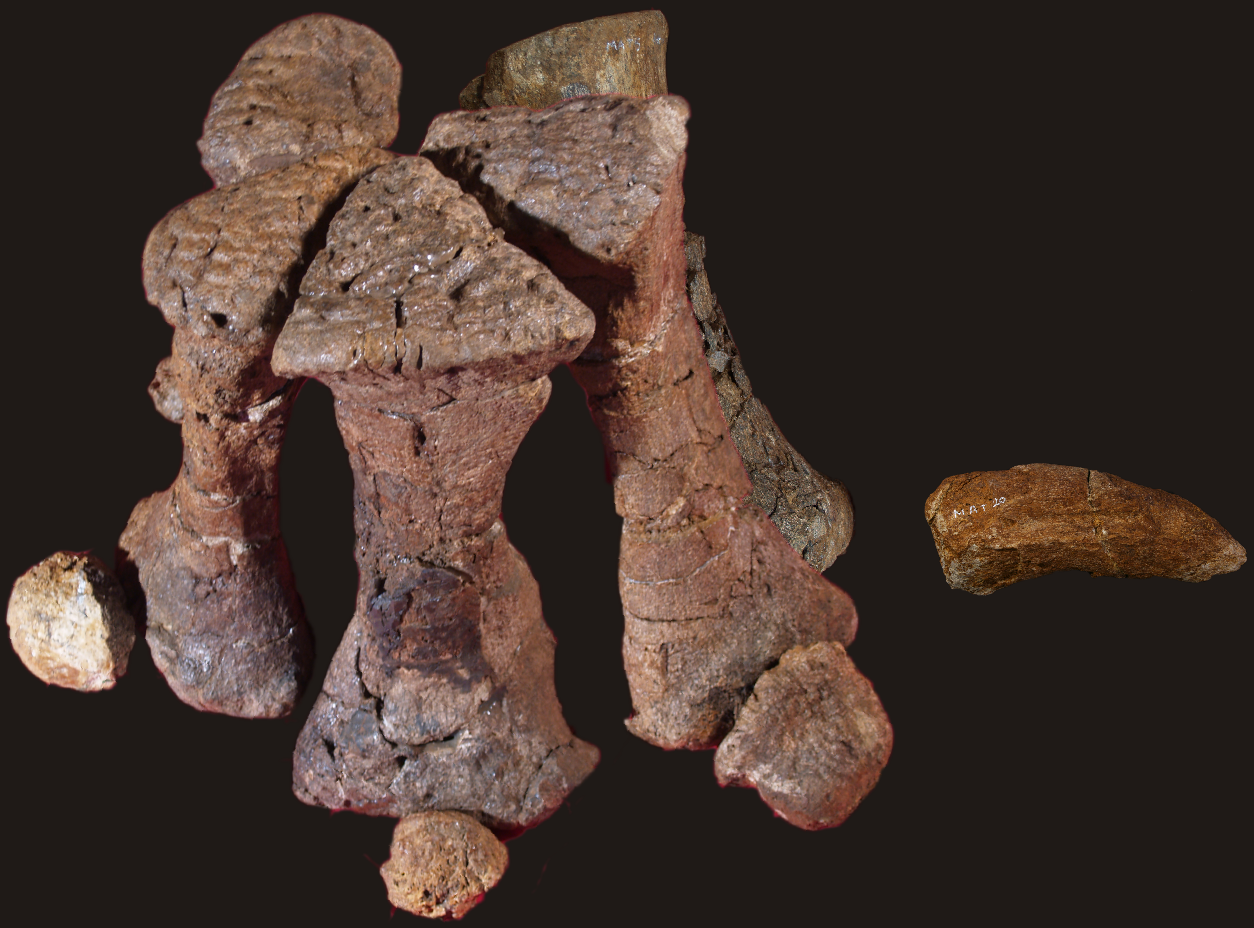
Resto fossile di una zampa

Questo dinosauro è noto per i resti incompleti di un esemplare, che comprendono una scapola destra, parte dello sterno, gran parte delle zampe anteriori e di quelle posteriori (tranne i piedi), parte del bacino e costole. Le ossa erano insolitamente robuste, anche per un sauropode, e si suppone che questo dinosauro fosse di corporatura eccezionalmente tozza. Come tutti i sauropodi, doveva possedere collo e coda lunghi, e le zampe colonnari massicce reggevano il pesante corpo. Le zampe anteriori di Diamantinasaurus, al contrario di quelle dei suoi parenti più stretti, erano dotate di un pollice artigliato. È possibile che il corpo fosse coperto da una corazza costituita da placche ossee immerse nella pelle, dal momento che molti suoi parenti (titanosauri) erano dotati di strutture simili. La lunghezza dell'intero animale doveva aggirarsi intorno ai 16 metri con l'altezza di 4 metri e il peso di 25-30 tonnellate.

## Classificazione
Descritto nel 2009, questo dinosauro è stato ritrovato nella formazione Winton, a circa 60 chilometri dalla città di Winton in Queensland. Diamantinasaurus è considerato un rappresentante dei titanosauri, il gruppo di sauropodi più diffuso nel Cretaceo, e in particolare un membro del clade Lithostrotia, che raggruppa i titanosauri più derivati, come Opisthocoelicaudia e Saltasaurus. L'epiteto specifico, matildae, è un riferimento alla canzone popolare "Waltzing Matilda", scritta da Banjo Peterson nei dintorni di Winton. Lo stesso Diamantinasaurus fu soprannominato "Matilda" per questo motivo.

## Paleobiologia
I fossili di diamantinasauro sono stati ritrovati in uno strato di argilla racchiuso tra due strati di arenaria; si suppone che durante l'Albiano questo ambiente era costituito da una lanca con una folta vegetazione di tipo fluviale, comprendente felci, ginkgo, gimnosperme e angiosperme. La fauna di questo luogo comprendenva bivalvi, pesci, tartarughe, coccodrilli (ad esempio Isisfordia), pterosauri e altri dinosauri: il teropode predatore Australovenator, un altro sauropode più snello (Wintonotitan), un anchilosauro e alcuni ornitopodi di piccola taglia.